# Pamela Harrison
Pamela Harrison (Orpington (barri de Londres, Anglaterra), 28 de novembre, 1915 - Idem. 28 d'agost, 1990), va ser una compositora, pianista i professora de música anglesa.

## Biografia
Pamela Harrison es va educar a la "Brampton Down School for Girls" a Folkestone. Va estudiar amb Gordon Jacob i Arthur Benjamin al Royal College of Music de Londres. Va deixar la seva empremta com a compositora amb el Quintet per a flauta, oboè i corda, escrit el 1938 i va actuar per primera vegada aquell any en un concert de la "Society for the Promotion of New Music". El Quintet es va tornar a escoltar el 1944 al "Fyvie Hall, Regent Street", interpretat per un conjunt dirigit per Leonard Hirsch.
Durant la Segona Guerra Mundial, va treballar com a mestra d'escola. Va ser mestra de música a "The Hall School", Wincanton, Somerset el 1942, i a "St Monica's School", Clacton-on-Sea des de 1943 fins a 1945. També va continuar component i actuant. El seu quartet de corda es va tocar més d'una vegada als concerts de la "Myra Hess National Gallery" el 1944.
Després de la guerra, Harrison va passar a compondre música de cambra i orquestral, així com escenaris vocals de Baudelaire, Herrick, Dowson i Edward Thomas. La Sonata per a viola va ser escrita el 1946 i es va interpretar un any després al Wigmore Hall. Watson Forbes i Alan Richardson van donar la seva primera actuació en emissió el 17 de març de 1951. La seva peça per a orquestra petita, A Suite for Timothy, va ser composta per al primer aniversari del seu fill l'any 1948 i es va interpretar per primera vegada a "Hampton Court" el 1949. Ha estat gravada i va ser revisada en una actuació en directe per la "Somerset County Orchestra" al desembre del 2023.
Es va casar amb el violoncel·lista i director d'orquestra Harvey Phillips (1910 - actiu fins a finals de la dècada de 1970) el 1943. Van viure inicialment a The Red House, Crockham Hill, Kent, i després a "The Cearne", (abans la casa d'Edward i Constance Garnett). Harvey va ser membre del "Hirsch String Quartet" i va debutar com a director professional amb la Jacques Orchestra al Wigmore Hall el 1950 (en el qual va dirigir la Suite per a Tomothy de la seva dona). Aquell any va formar la "Harvey Phillips String Orchestra" (amb el líder Hugh Bean), que incloïa en el seu repertori els "Five Poems of Ernest Dowson" de Harrison per a tenor i orquestra de corda, la primera actuació de Londres amb Peter Pears com a solista el 15 de desembre de 1952 al "Royal. Festival Hall" - i els seus Sis poemes de Baudelaire. Pamela Harrison va escriure la seva Sonata per a violoncel de 1944 per a Harvey, que va fer la seva primera actuació amb el pianista John Wills al "Wigmore Hall" el 9 de maig de 1947. El matrimoni va acabar el 1959.
La Sonata per a clarinet va ser escrita per a Jack Brymer, que també va ser solista en diverses actuacions i emissions del Quintet per a clarinets a finals dels anys cinquanta. El maig de 1959, el Concertante de Harrison per a piano i orquestra de corda amb Eric Harrison (no relacionat) com a solista es va emetre a BBC Radio. Existeix una gravació d'arxiu i la primera actuació moderna va tenir lloc el 13 de desembre de 2023. L'any 1979 Ian Partridge va donar la primera emissió del cicle de cançons d'Harrison per a tenor i cordes The Dark Forest (escenari d'Edward Thomas). El 10 de gener de 2024 va tenir lloc una actuació d'estudi modern a Salford de la BBC Philharmonic amb el tenor John Finden. La mateixa orquestra va reviure els Five Poems of Ernest Dowson de Harrison el 17 d'abril de 2024 sota la direcció de Martyn Brabbins.
L'obra de Harrison va ser influenciada per compositors com, Ernest John Moeran, Arnold Bax i John Ireland, i música francesa. També va estudiar eurítmica de Dalcroze, fent exposicions amb Émile Jaques-Dalcroze a Brighton. A finals de la dècada de 1960 Harrison vivia a The Old Toll House, Yarlington a Somerset. Va morir als 74 anys en un accident de cotxe a Firle, East Sussex. Jack Brymer va interpretar la peça curta Drifting Away at her Service of Thanksgiving el desembre de 1990. El seu fill Tim Phillips, que era director artístic d'East Devon Music, va morir el 2023.

## Obra
Per conèixer la seva extensa producció, aneu al seu arxiu de la Viquipèdia anglesa.

## Enregistraments
Les gravacions seleccionades inclouen:
- A Portrait of the Viola – Sonata per a viola i piano: Helen Callus (viola), Robert McDonald (piano). ASV CD DCA 1130 (2002)
- English String Miniatures, volum 5 – Una suite per a Timothy: Gavin Sutherland (director), Royal Ballet Sinfonia. Naxos 8.557752 (2006)
- La Viola: Música per a viola i piano de dones compositores del segle XX – Lament, Sonata per a viola: Hillary Herndon (viola), Wei-Chun Bernadette Lo (piano). MSR 1416 (2012)
- Eglogues de Portugal: interpretada pel pianista Marc Verter. Sidholme Music Room, 21 de juny de 2018
- Obres de cambra: Trio per a piano, Sonatina per a violí, Quintet per clarinet, Sonata per clarinet, Idle Dan (violoncel i piano), Sonet (violí i piano), Drifting Away (clarinet i piano). Gould Piano Trio, Robert Plane, David Adams, Gary Pomeroy. Resonus RES10313 (2023)
- Danza Gaya: Música per a dos pianos, Simon Callaghan, Hiroaki Takenouchi. Inclou Dance Little Lady. Lyrita SRCD433 (2024)